# Provinzialverband Brandenburg

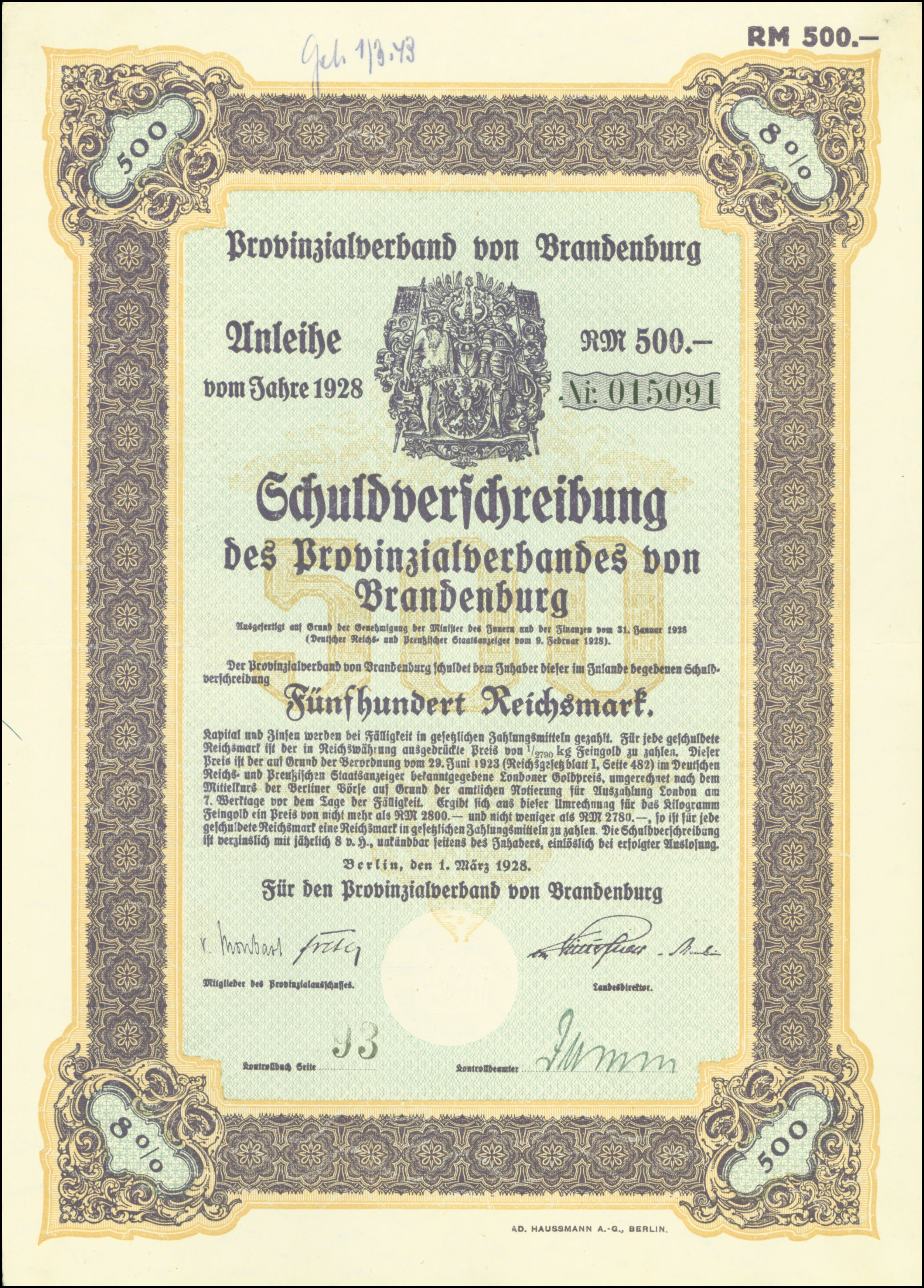
Anleihe über 500 RM des Provinzialverbandes von Brandenburg vom 1. März 1928

Der Provinzialverband Brandenburg (seit 1939: Provinzialverband der Provinz Mark Brandenburg) war ein Höherer Kommunalverband, der von 1876 bis 1945 auf dem Gebiet der preußischen Provinz Brandenburg bestand.

## Geschichte
Die Regelung übergemeindlicher Angelegenheiten oberhalb der Ebene der selbstverwalteten preußischen Kreise (darunter auch kreisfreie Städte, in Preußen jeweils Stadtkreis genannt) wurde der Selbstverwaltung der Provinzen übertragen. Ihre Ständeverfassung wurde abgeschafft und durch die Provinzialordnung vom 29. Juni 1875 ersetzt.

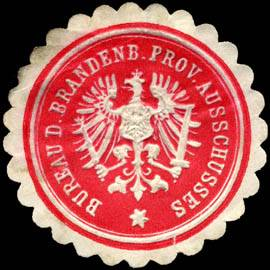
Siegelmarke des Bureaus des Brandenburgischen Provinzialausschusses

Seit Januar 1876 hießen die provinzialen Verwaltungen jeweils Provinzialverband, eine Körperschaft kommunaler Selbstverwaltung. Dazu zählten der Provinziallandtag (Provinzialparlament), der aus seiner Mitte gewählte Provinzialausschuss (Provinzialregierung) mit seinen entsprechenden Kommissionen und der ebenfalls vom Provinziallandtag gewählte Landesdirektor (Regierungschef). Letzterer leitete die Selbstverwaltung und prägte durch sein Engagement maßgeblich die provinziale Entwicklung.
88 auf sechs Jahre indirekt gewählte Abgeordnete bildeten die ersten Mitglieder des Brandenburgischen Provinziallandtags. Die Zahl der Mitglieder wurde bis zum Ersten Weltkrieg angesichts der Bevölkerungszunahme bis auf 146 erhöht. Nicht die Brandenburger, sondern die gewählten Mitglieder der Kreistage bzw. in gemeinschaftlicher Sitzung die Magistrate und Stadtverordneten der Stadtkreise wählten je zwei Abgeordnete in den Provinziallandtag.
„Der Provinziallandtag kam zur Festlegung des jährlichen Haushaltsplanes einmal im Jahr wenigstens für drei bis fünf Tage zusammen. Zu seinen Aufgaben gehörten vor allem das Straßen- und Meliorationswesen (Bodenkunde, Landschaftspflege und Wasserwirtschaft), die Armenpflege/Fürsorgewesen (Nervenheilanstalten) und Sozialfürsorge, die Förderung von Wissenschaft und Kunst, die Landeskultur und Wasserwirtschaft, das Wohnungs- und Siedlungswesen sowie die Energieversorgung, das Kredit- und Versicherungswesen und der weitere Ausbau von Eisenbahnstrecken für die Kleinbahnen.“
1881 schied der Stadtkreis Berlin aus dem Provinzialverband Brandenburg aus, Berlins Magistrat und Stadtverordnetenversammlung fungierten seither zugleich als Provinzialausschuss bzw. Provinziallandtag für Berlin, der Oberbürgermeister erfüllte auch die Aufgabe eines Landesdirektors. Das Groß-Berlin-Gesetz gliederte zum 1. Oktober 1920 die Städte Charlottenburg, Wilmersdorf, Schöneberg, Neukölln, Lichtenberg, Köpenick und Spandau sowie 59 Landgemeinden und 27 Gutsbezirke nach Berlin. Damit verlor die Provinz Brandenburg zwar nur 2 % an Fläche, jedoch mit 1,9 Millionen Einwohnern die Hälfte der brandenburgischen Bevölkerung und zwei Drittel der Steuerkraft der Provinz. Zugleich wurden die Interessenskonflikte zwischen den Kommunen im Berliner Umland und jenen im ländlich strukturierten übrigen Provinzialgebiet einstweilen klar geregelt. Entsprechend äußerten die Mitglieder des Brandenburgischen Provinziallandtags keinen großen Widerspruch dagegen und veranlasste nicht einmal eine Landtagsdebatte dazu.
Ab 1921 wurde der Provinziallandtag in direkten und gleichen Wahlen auf je drei Jahre bestimmt, ab 1924 waren auch Brandenburgerinnen wahlberechtigt und wählbar. Der Brandenburgische Provinziallandtag wurde im Zuge der nationalsozialistischen Gleichschaltung 1933 seiner parlamentarischen Funktion entkleidet und 1934 aufgelöst, für wenige organisatorische Belange der Provinzialverbands wurde der neue Provinzialrat als Beratungsgremium gebildet.

## Landesdirektor (Brandenburg)
Ab 1876 wählte der brandenburgische Provinziallandtag den Landesdirektor als Haupt der stärkeren provinzialen Selbstverwaltung. Während dieses Amt nach Abschaffung der Monarchie in Preußen in Landeshauptmann umbenannt wurde, beschloss der Provinziallandtag von Brandenburg die überkommene Amtsbezeichnung beizubehalten. Im Zuge der Vereinheitlichung von Amtsbezeichnungen durch das NS-Regime wurde dieser brandenburgische Partikularismus 1937 nivelliert und auch hier die Bezeichnung Landeshauptmann eingeführt. Landesdirektor vom Provinzialverband Brandenburg waren:
1876–1896: Albert Erdmann Karl Gerhard von Levetzow
1896–1912: Otto von Manteuffel
1912–1930: Joachim von Winterfeldt-Menkin
1930–1933: Hugo Swart
1933–1944: Dietloff von Arnim
1944–1946: Vakanz?

## Sitz

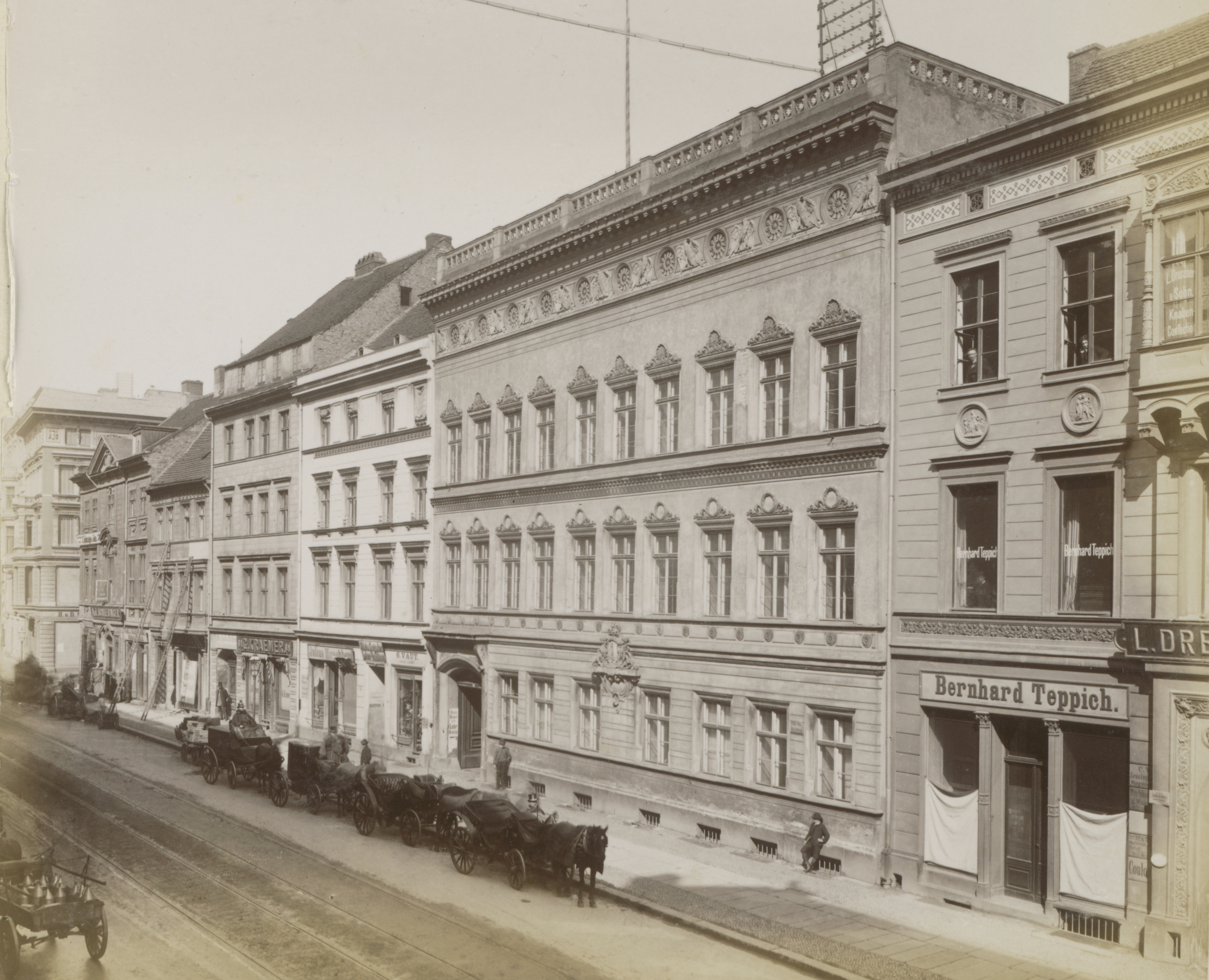
Brandenburgisches Landschaftshaus in der Spandauer Straße 64–59, 1875 bis 1888 Sitz des Provinzialverbands

Zunächst saß der Januar 1876 gebildete Provinzialverband im Brandenburgischen Landschaftshaus in der Spandauer Straße 64–59. Im Jahre 1888 verließ der Provinzialverband samt Provinziallandtag die beengten Verhältnisse im Landschaftshaus in Alt-Berlin und wechselte in die Untere Friedrichsvorstadt (heute Tiergartenviertel genannt im Stadtteil Tiergarten). Dort bezog der Provinzialverband den Neubau, das so genannte Brandenburgische Landeshaus, auch Brandenburgisches Ständehaus genannt, in der Matthäikirchstraße 20/21, im südlichen Abschnitt von deren Straßenverlauf, den heute die Neue Nationalgalerie einnimmt, der nördliche Abschnitt heißt seit 1998 Herbert-von-Karajan-Straße. Zum 1. April 1939 zog der Provinzialverband in den provinzeigenen Gebäudekomplex Alte Zauche 67 in Potsdam um. Das alte Landeshaus wurde für erste Bauten der nationalsozialistischen Neugestaltung der Innenstadt (Welthauptstadt Germania) abgerissen.